# Солёное (Межевский район)
Солёное (укр. Солоне) — село,
Богдановский сельский совет,
Межевский район,
Днепропетровская область,
Украина.
Код КОАТУУ — 1222681104. Население по переписи 2001 года составляло 105 человек.

## Географическое положение
Село Солёное примыкает к селу Чаус, на расстоянии в 1 км расположено село Владимировка.
По селу протекает пересыхающий ручей с запрудой.
Рядом проходят автомобильные дороги Т-0406, Т-0431 и
железная дорога, станция Платформа 337 км в 1-м км.